# الدار الشرقية (حورة)
'

تعديل مصدري - تعديل

الدار الشرقية هي إحدى قرى عزلة حوره بمديرية حورة التابعة لمحافظة حضرموت، بلغ تعداد سكانها 22 نسمة حسب تعداد اليمن لعام 2004.